# Майнпури
Маинпури (хинди हाथरस, IAST: mainapurī) — город и муниципальное управление в индийском округе Махамаянагар штата Уттар-Прадеш. Является штаб-квартирой округа Маинпури и располагается на северо-востоке Агры.

## Демография
Согласно переписи 2001 года, население Маинпури составляло 89 535 человек, 53 % из которых — мужчины, а 47 % — женщины. 69 % населения Маинпури владеют грамотой, в то время, как средний показатель по всей стране — 59,5 %. Мужская грамотность составляет 74 %, а женская — 64 %. 15 % населения составляю дети младше 6 лет.